# Церковь Сурб Зоравор Аствацацин
Церковь Сурб Зоравор Аствацацин (Церковь Святой Всемогущей Богородицы; арм. Զորավոր Սուրբ Աստվածածին եկեղեցի) была основана в IX веке, позже перестроена в 1632—1635 годах, разрушена во время землетрясения 1679 года, вновь отстроена в 1693—1694 годах и является одним из древнейших сохранившихся храмов в Ереване. Ранее церковь была известна как Сурб Аствацацин (Святой Богородицы). Название Сурб Зоравор появилось из-за того, что здесь хранилось чудодейственное Евангелие «Зоравор».
Церковь находится в районе Шахар старого Еревана, где ранее в средние века располагалась могила и часовня Святого Анании. Эта часовня была местом паломничества.

## История
В IX веке на месте церкви был построен матур (армянский молельный дом).
В первой половине XVII века архимандрит Мовсес Сюнеци приехал в Ереван и при финансовой поддержке горожан построил монастырский комплекс. Комплекс состоял из церкви Сурб Аствацацин, часовни Святого Анании, а также монастырских келий и резиденции главы епархии, всё было обнесено крепостными стенами. Также на этой территории была открыта монастырская школа. Строительство монастыря проходило во времена Католикоса Пилипоса I (1632—1635). Однако этот монастырь просуществовал недолго. Он был полностью разрушен землетрясением 1679 года.
Современная церковь Сурб Зоравор Аствацацин была построена уже в 1693—1694 годах на месте разрушенного монастыря, благодаря пожертвованию Ходжа Фаноса, который был одним из самых состоятельных жителей Еревана. Согласно надписи, сделанной через 100 лет после его строительства, храм был отремонтирован при Католикосе Гукасе I.
Церковь базиликального типа, без купола. Трёхнефный молельный зал (11,2×22,5 м) с двумя парами пилонов поделён на три продольные части. Над входом в среднюю часть на стене помещена роспись XVIII века с изображением Богоматери и младенца Иисуса. В восточной части зала находится главный алтарь с ризницами в северном и южном углах. Зал перекрыт тремя каменными сводами и двускатной каменной крышей. Для архитектуры церкви, её интерьера и экстерьера характерна удивительная простота. Открытая галерея с тремя фасадными арками и декоративными колоннами в западной части церкви обеспечивает некоторую живость. На плоских участках наружных стен, местами вмурованы хачкары XVII века.
В 1889 году с северо-востока от церкви, на месте предполагаемой могилы апостола Анании, была построена часовня. Внутри неё расположена гробница с мощами святого.
В советское время церковь долгое время не действовала, но в 1970-х годах была возвращена Армянской апостольской Церкви и реконструирована. Обветшавшее и разрушающиеся части стен и крыши были отремонтированы и восстановлены, построена галерея для хора, был построен новый дом для священнослужителей. Часовня апостола Анании была также отремонтирована.

## Галерея

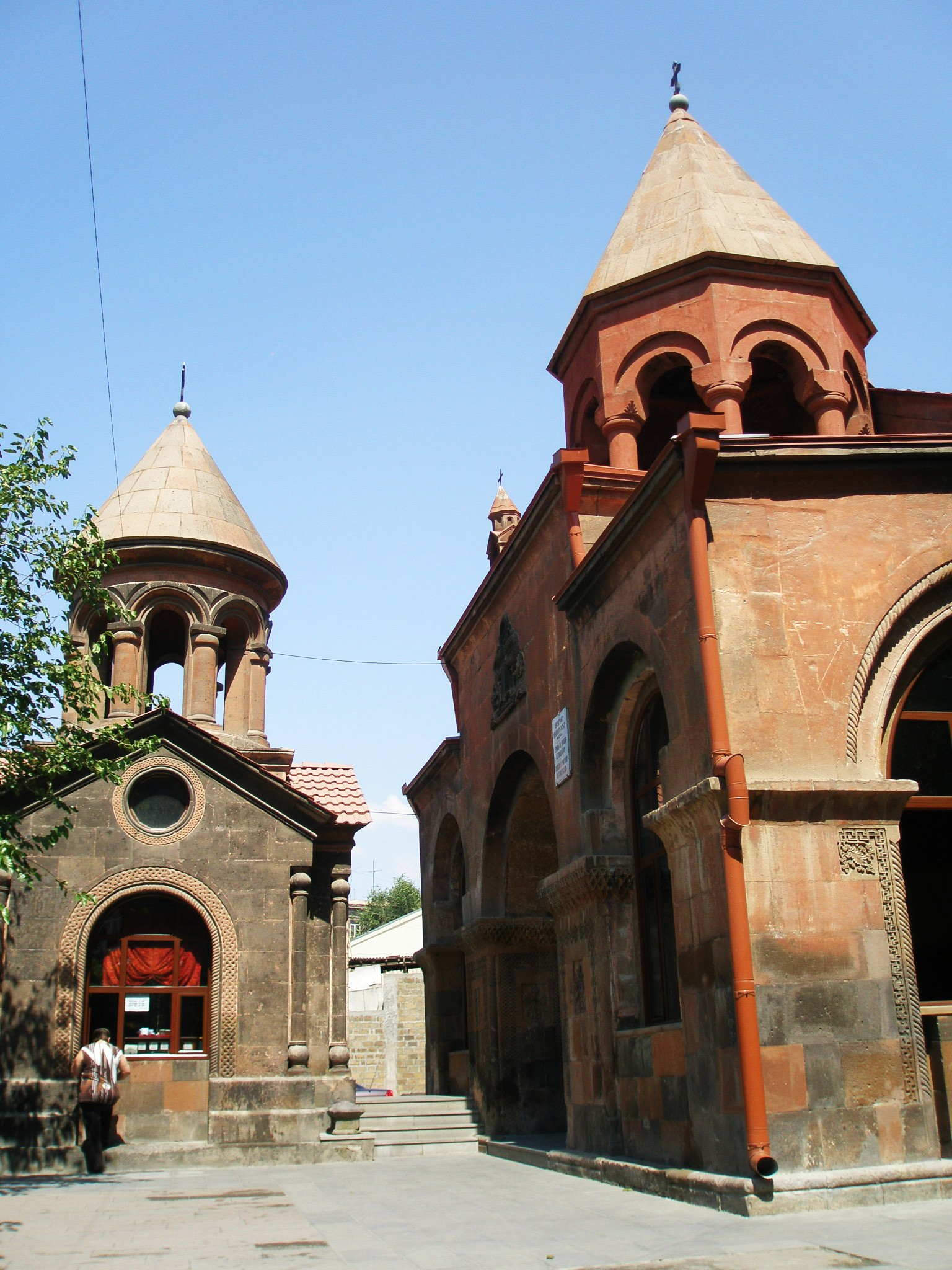
Церковь Сурб Зоравор Аствацацин и часовня Святого Анании
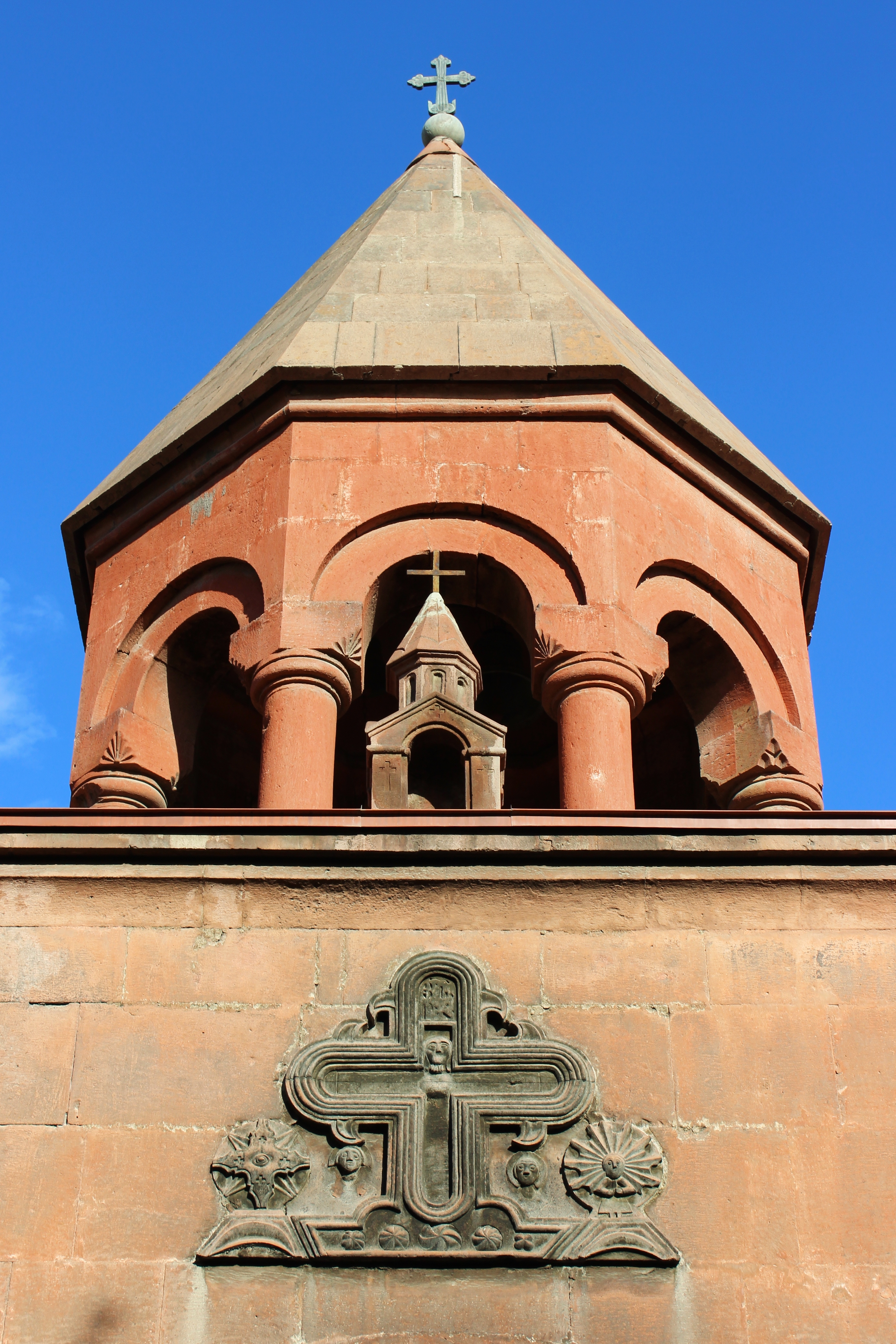
Колокольня у главного входа
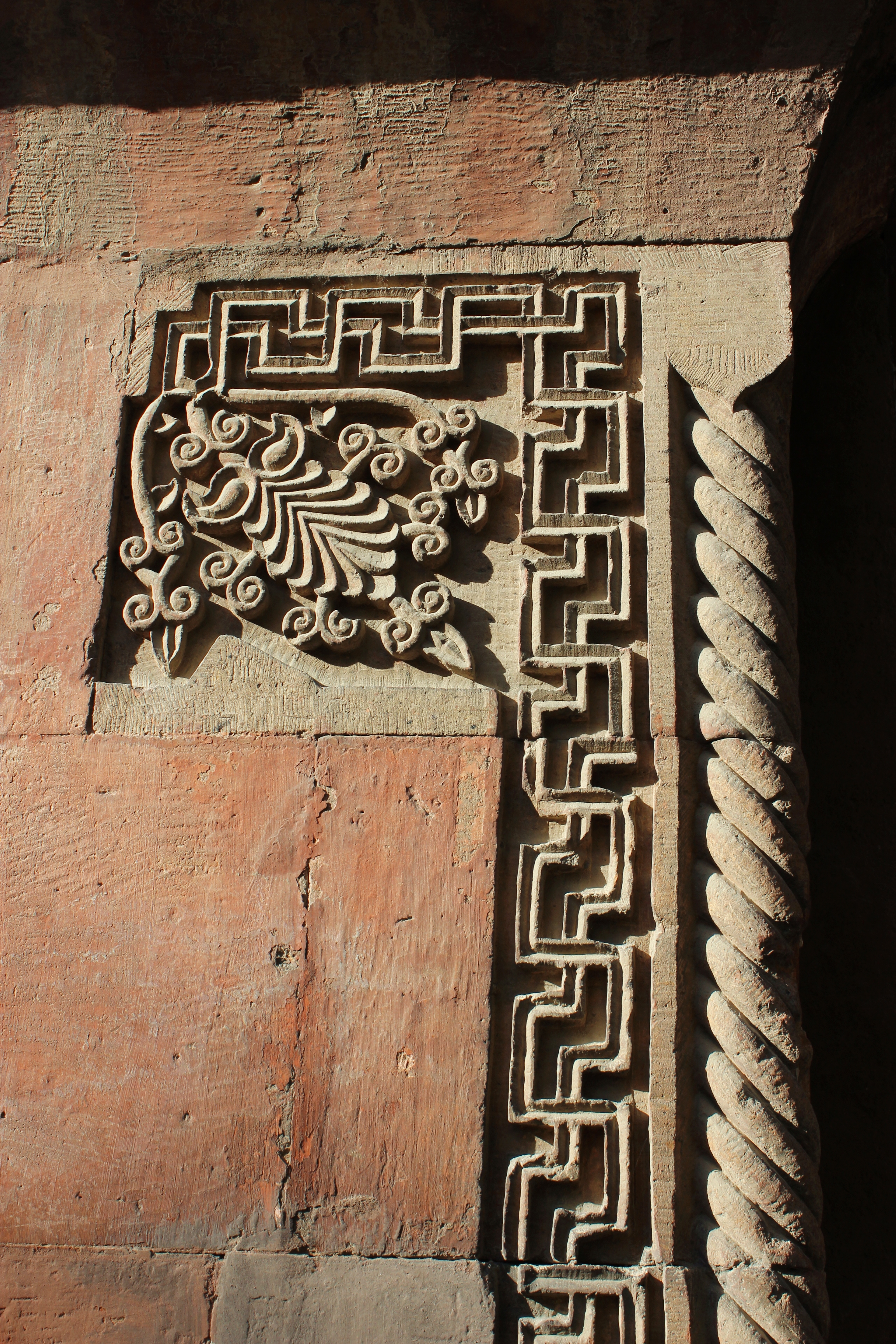
Деталь снаружи церкви
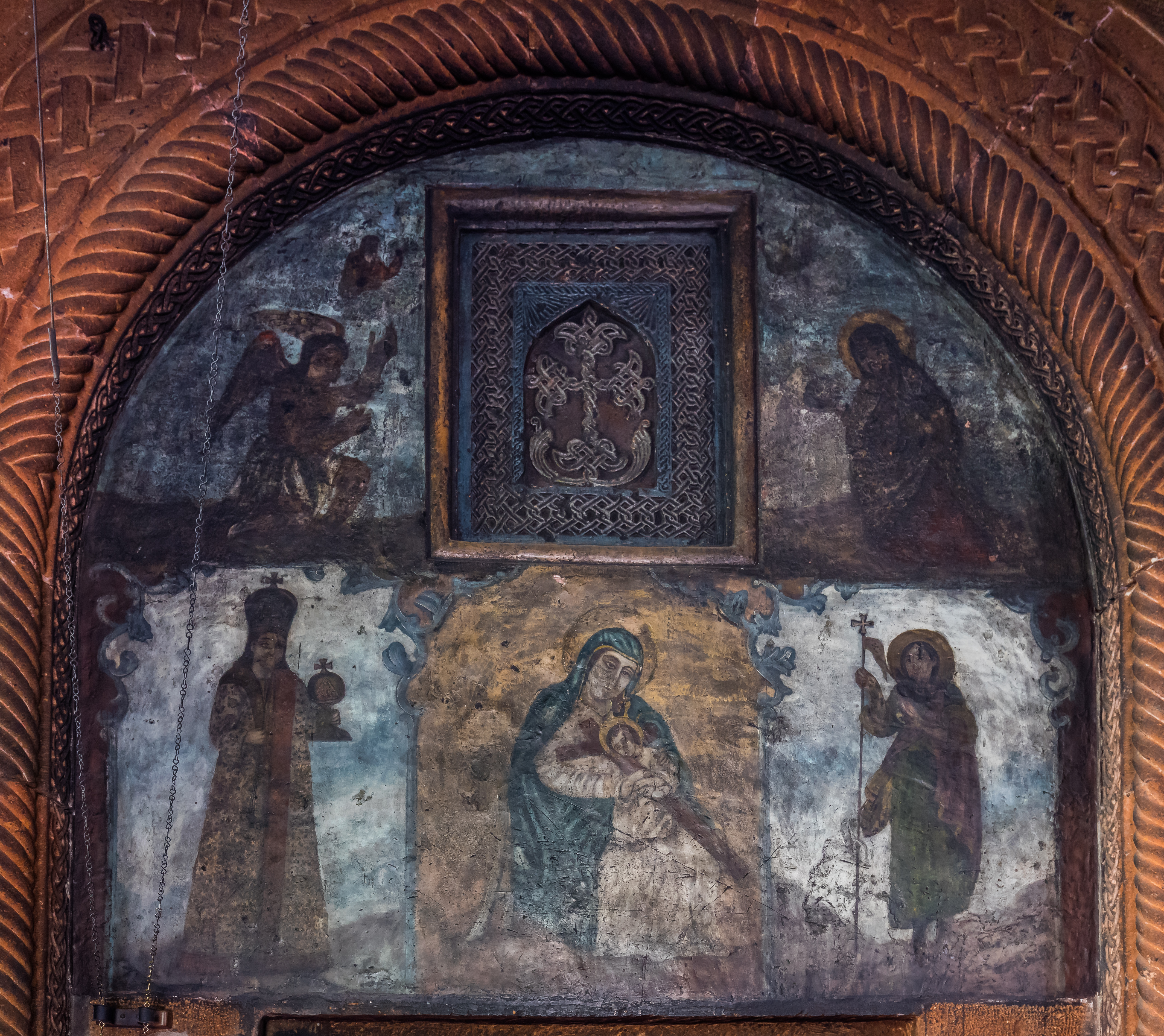
Тимпан с фреской с изображением Девы Марии и святых
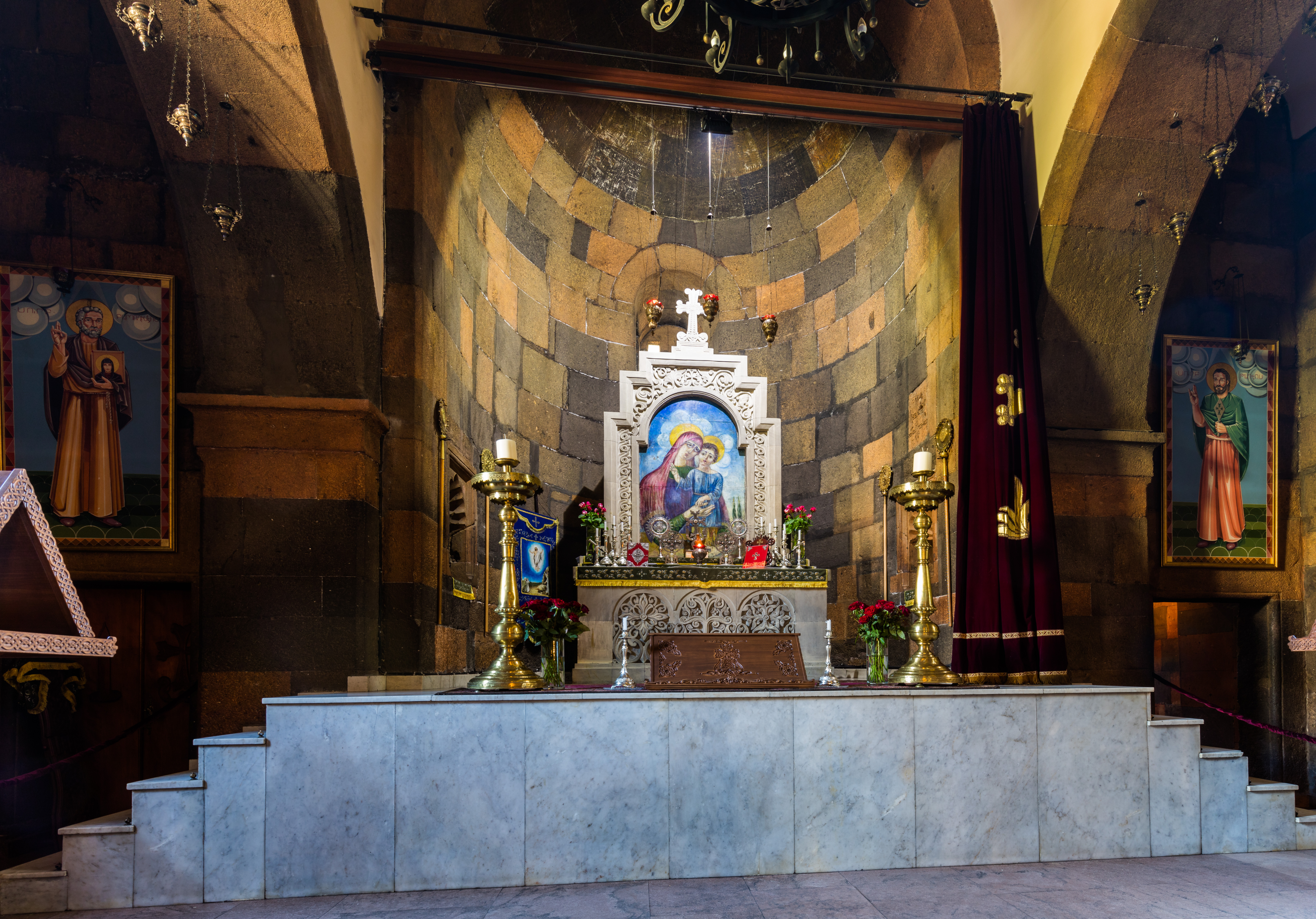
Главный алтарь
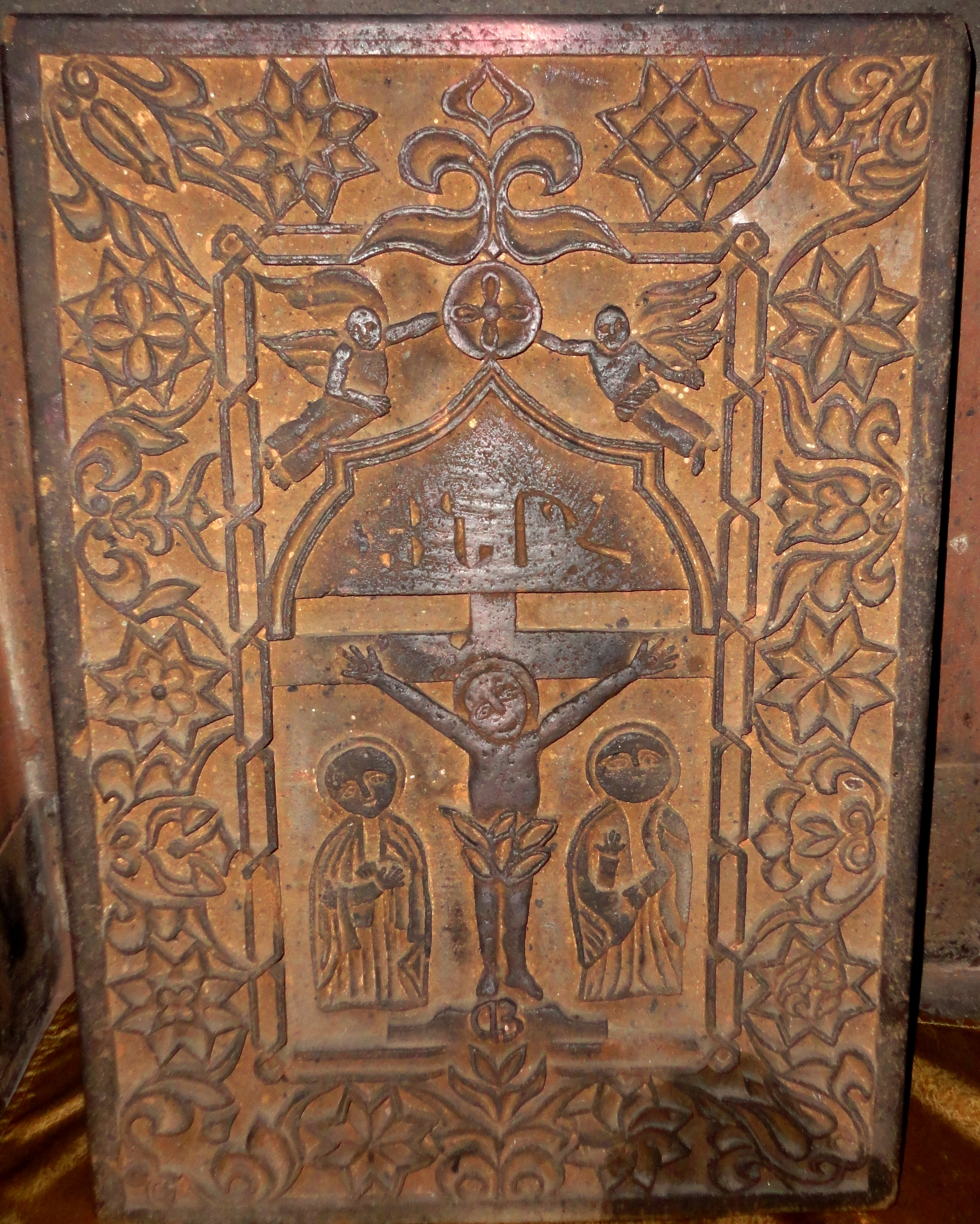
Хачкар
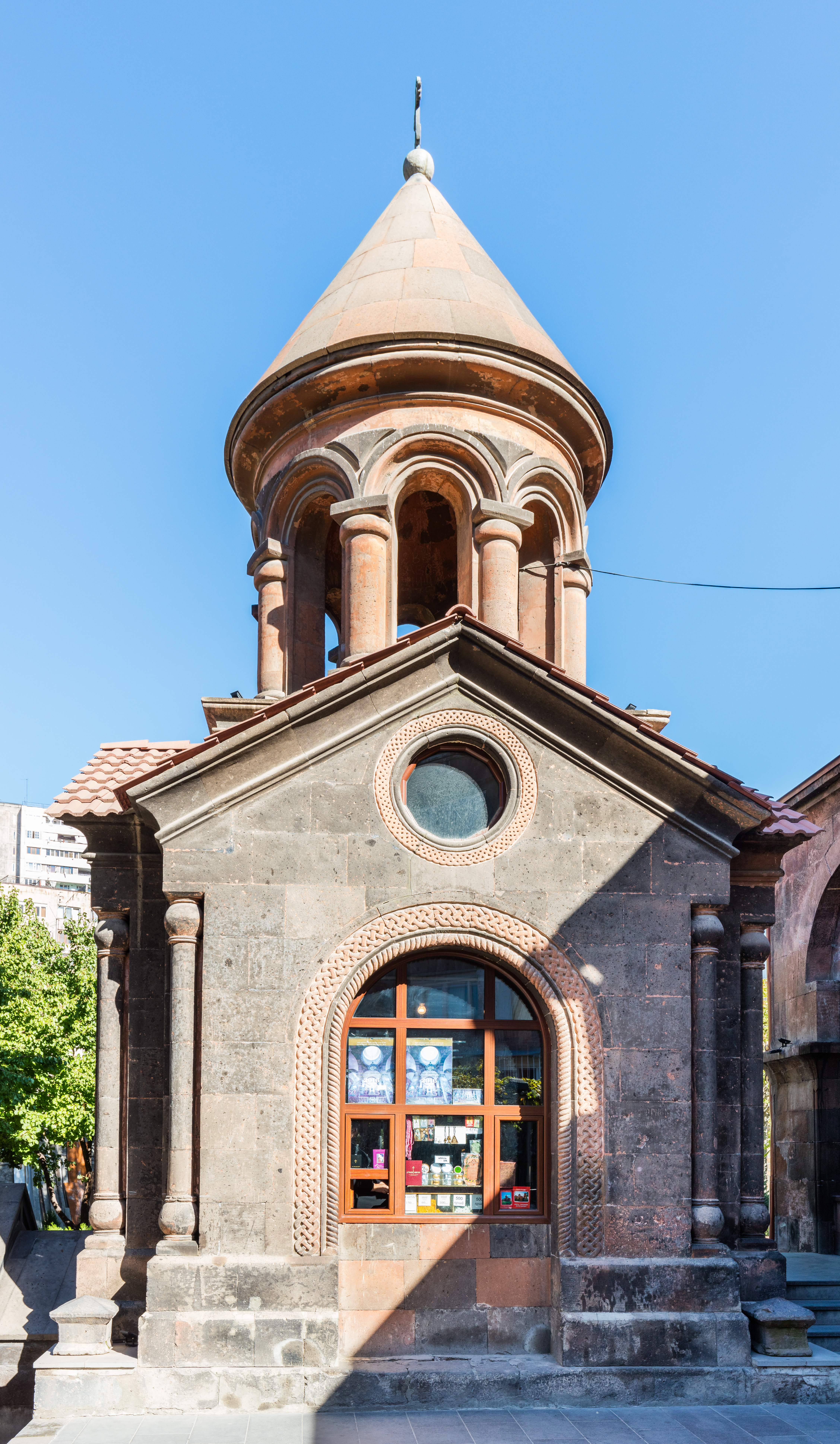
Часовня Святого Анании
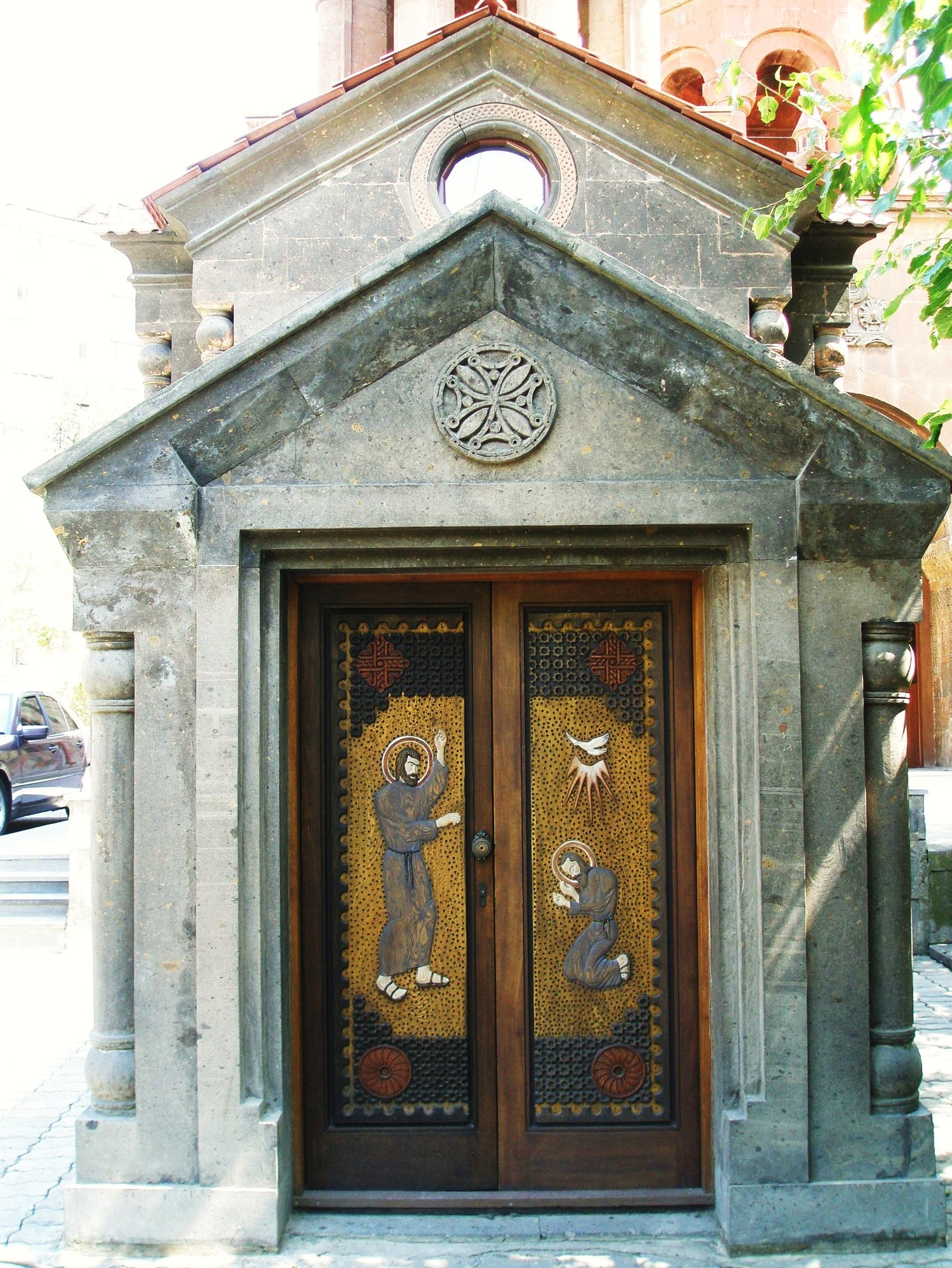
Двери, ведущие к часовне Святого Анании под звонницей